# Chyżne
Chyżne is een plaats in het Poolse district Nowotarski, woiwodschap Klein-Polen. De plaats maakt deel uit van de gemeente Jabłonka en telt 1200 inwoners.